# Perxe de Ca Felip
El Perxe de Ca Felip és una obra de la Fatarella (Terra Alta) inclosa a l'Inventari del Patrimoni Arquitectònic de Catalunya.

## Descripció
Perxe de considerable fondària conformat per dos trams amb tres arcs, dos d'ells apuntats i el central quasi de mig punt. Estan realitzats en pedra i les parets amb maçoneria. Per sobre es troba un habitatge.

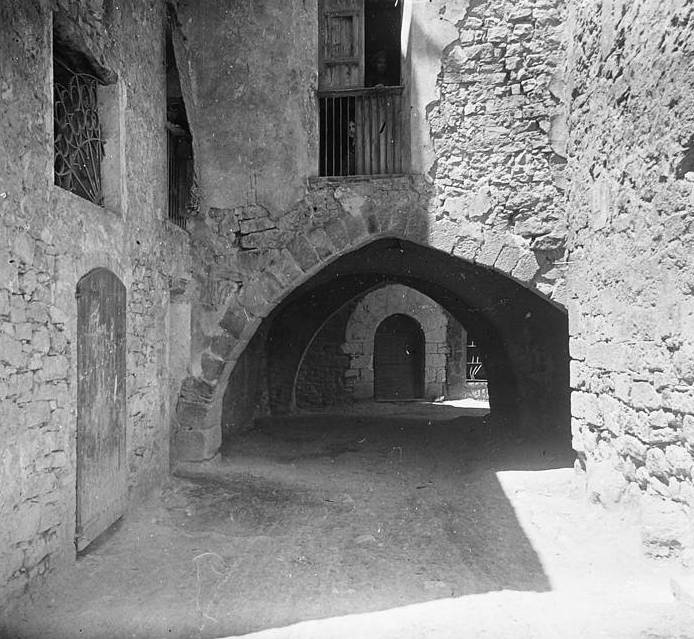
Any 1922

Les bigues són de fusta, sense mènsules, recolzades sobre els arcs en sentit longitudinals (sentit del carrer)
Era un perxe interior de la vila closa, proper a la porta de Vall de l'Estudi.

## Història
Segons documentació, l'any 1570 la vila era closa, amb tres portals al perímetre: el de Can Mossenye, Ca la Giralda i Can Cabús, tots perduts actualment.
Posteriorment n'aparegueren altres dos: Can Bó i Ca la Monja.
Els perxes interiors es conserven.